# Phyllolabis claviger
Phyllolabis claviger là một loài ruồi trong họ Limoniidae. Chúng phân bố ở miền Tân bắc.